# ゴラッソ!セレッソ
『ゴラッソ!セレッソ（Golazo Cerezo）』は、2011年4月から毎週土曜早朝に10分間、関西テレビ放送で放送されているセレッソ大阪の応援番組である。
同年7月からスカパー!のスカチャンでも放送開始。2014年4月より火曜深夜（水曜未明）に再放送が行われている。また、12月から3月までのシーズンオフは、放送を休止する。
2019年シーズンは単発での放送はなく、実質的に「コヤぶるッ!SPORTS」（土曜夕方）で不定期に取り上げる程度だった。

## 番組内容
セレッソ大阪の試合情報や選手の素顔に迫りながら様々なゲームを交えた対談、選手直伝のテクニックを伝授するコーナーなどからなる。司会は2012年までは天野ゆうか、2013年より池田愛恵里が担当。セレッソ大阪のOBで現在は社長の森島寛晃も進行役として度々出演している。番組公式ホームページでは番組では公開されなかったおまけ映像を公開している。ナレーション（2016年度）は主に堀田篤を中心にカンテレのスポーツアナウンサーが担当している。
また、この番組を開始した縁から関西テレビは2011年からスカパー（スカチャン・J SPORTS）向けのJリーグ中継・セレッソ大阪主催試合の製作を委託され、実況は関西テレビアナウンサーの他、フリーアナウンサーが担当することもある。
2017年からはヤンマーとともにセレッソ大阪の筆頭スポンサーである日本ハムグループとの2社協賛（その後、4月からはヤンマー1社）となったため「YANMAR presents」の冠は外した。